# 战争时间
战争时间是指在两次世界大战参战国实施法令，全年实施夏令时，以在国内节约能源用于战争生产。

## 历史

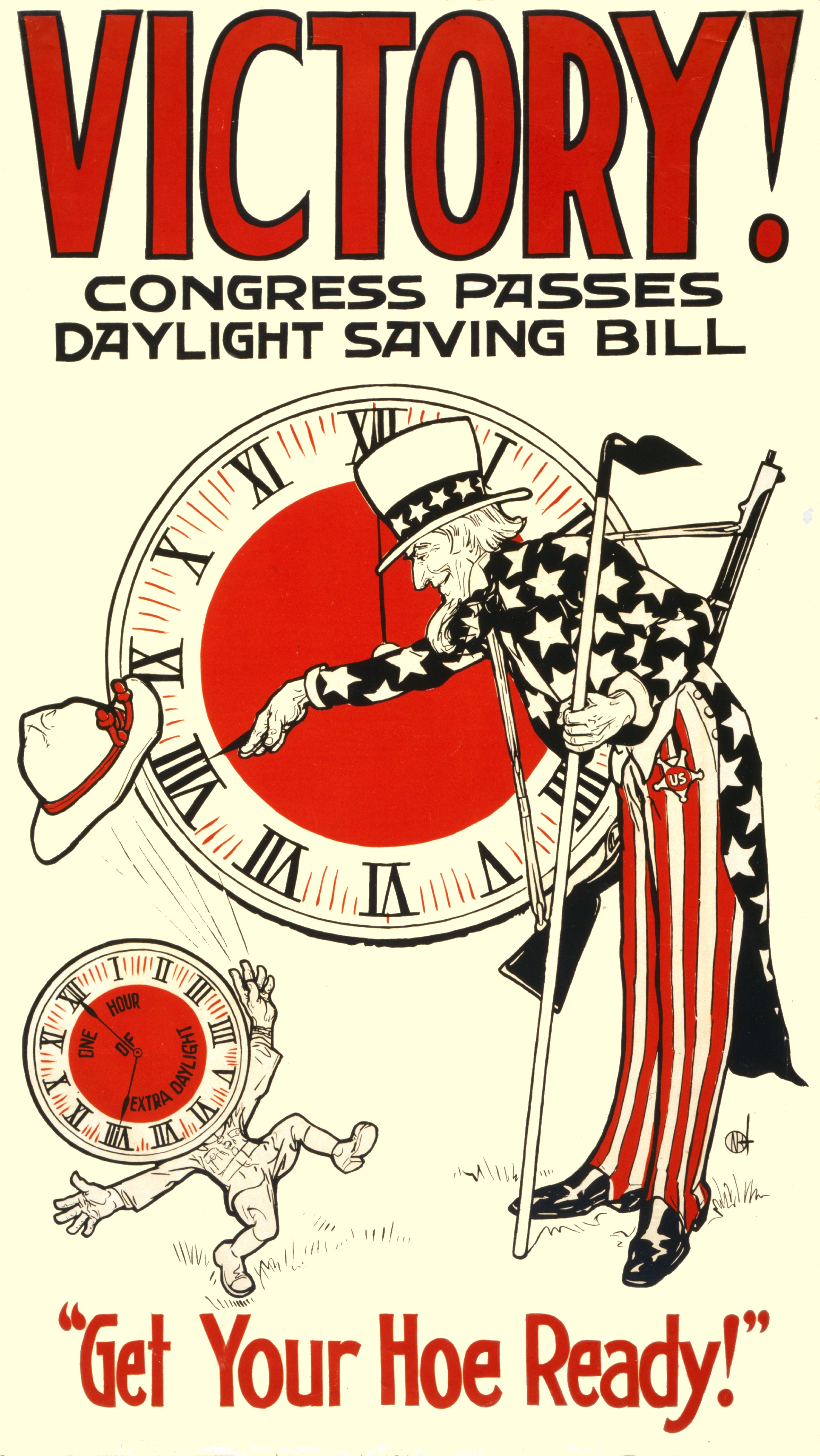

1918年美国国会通过标准时间法案，意图在战时节约电力。1919年总统法令废止了该法案，但法案中的时区标准时仍然得到保持。州際通商委員会 (ICC) 划定时区边界。是否实施夏令时成为地方事务。  
美国在第二次世界大战对轴心国宣战后，1942年1月20日美国国会通过了《战争时间法案》（56 Stat. 9）。从1942年2月9日起在全国强制全年实现夏令时以节约能源。1945年9月25日通过了《战争时间法案》修正案（59 Stat. 537），从1945年9月30日停止了夏令时。在实施《战争时间法案》期间，例如“东部战争时间（Eastern War Time，EWT）等效于东部夏令时（Eastern Daylight Time）。
苏联于1931年6月21日莫斯科时间2:00AM根据苏联人民委员会法令，境内时钟永久性向前拨快1小时。这被称为《时间法令》，一直实施到苏联解体。1941年-1944年，苏联在《时间法令》之上，进一步实施了夏令时。
英国1916年通过《夏令时法案》。第二次世界大战中，英国实施了双重夏令时，实际上使得英国实行了欧洲大陆国家的时间：冬季是GMT+1，夏季是GMT+2。1947年英国恢复了正常时间制度。